# Riacho Barranqueras
El Riacho Barranqueras es un brazo del río Paraná ubicado en la jurisdicción de la Provincia del Chaco (Argentina), unos 20 kilómetros al sur de la desembocadora del río Paraguay. Entre su cauce (con una forma asemejable a una letra c) y el cauce principal del río Paraná se forma la isla Santa Rosa, mientras que en su margen derecha se desarrollan las ciudades de Barranqueras y Puerto Vilelas. Estas dos ciudades forman parte del Gran Resistencia, y sirven como puertos naturales de la ciudad de Resistencia a través del canal del riacho Barranqueras.

## Curso
La boca norte del riacho sufre un proceso de sedimentación con diques marginales que tienden a cerrarlo, por lo que es sometido a dragados para permitir el acceso al puerto sobre el mismo. En general durante épocas de bajante sufre un proceso de colmatación, generando lagunas y esteros alargados, mientras que en época de crecientes presenta un indudable aspecto fluvial.
Solamente los primeros 2.500 metros y los últimos 3.500 metros no se encuentran urbanizados en su margen occidental, mientras que en la orilla contraria la Isla Santa Rosa cuenta con algunos pobladores rurales.
El puerto de Barranqueras es uno de los más importantes de la región, contando con un significativo movimiento de granos, carbón y otros productos de la región chaqueña. Existen otros muelles como el de la Ex Junta Nacional de Granos, el de la Asociación Cooperativa Argentina, el de YPF que abastece de combustible a buena parte del nordeste argentino y el de Raízen (representante de la Shell plc en Argentina y Brasil), también de combustible. El dragado está en 2021 a cargo de una empresa privada.
En el aspecto deportivo el Club Náutico Barranqueras cuenta con importantes instalaciones cerca del inicio del cauce.
El riacho Barranqueras abastece de agua a gran parte de la Provincia del Chaco mediante una toma de agua que se vincula con un acueducto que abastece al Gran Resistencia, Presidencia Roque Sáenz Peña y Villa Ángela entre otras ciudades.
A 2400 metros del comienzo de su recorrido recibe a la unión de los ríos Negro y Tragadero, que unifican sus caudales pocos metros antes, conformando el único afluente del riacho Barranqueras.

## Origen del nombre
Su nombre lo toma de la ciudad de Barranqueras, proviniendo esta a su vez (según la versión más extendida) de las barrancas que posee el borde occidental del riacho.

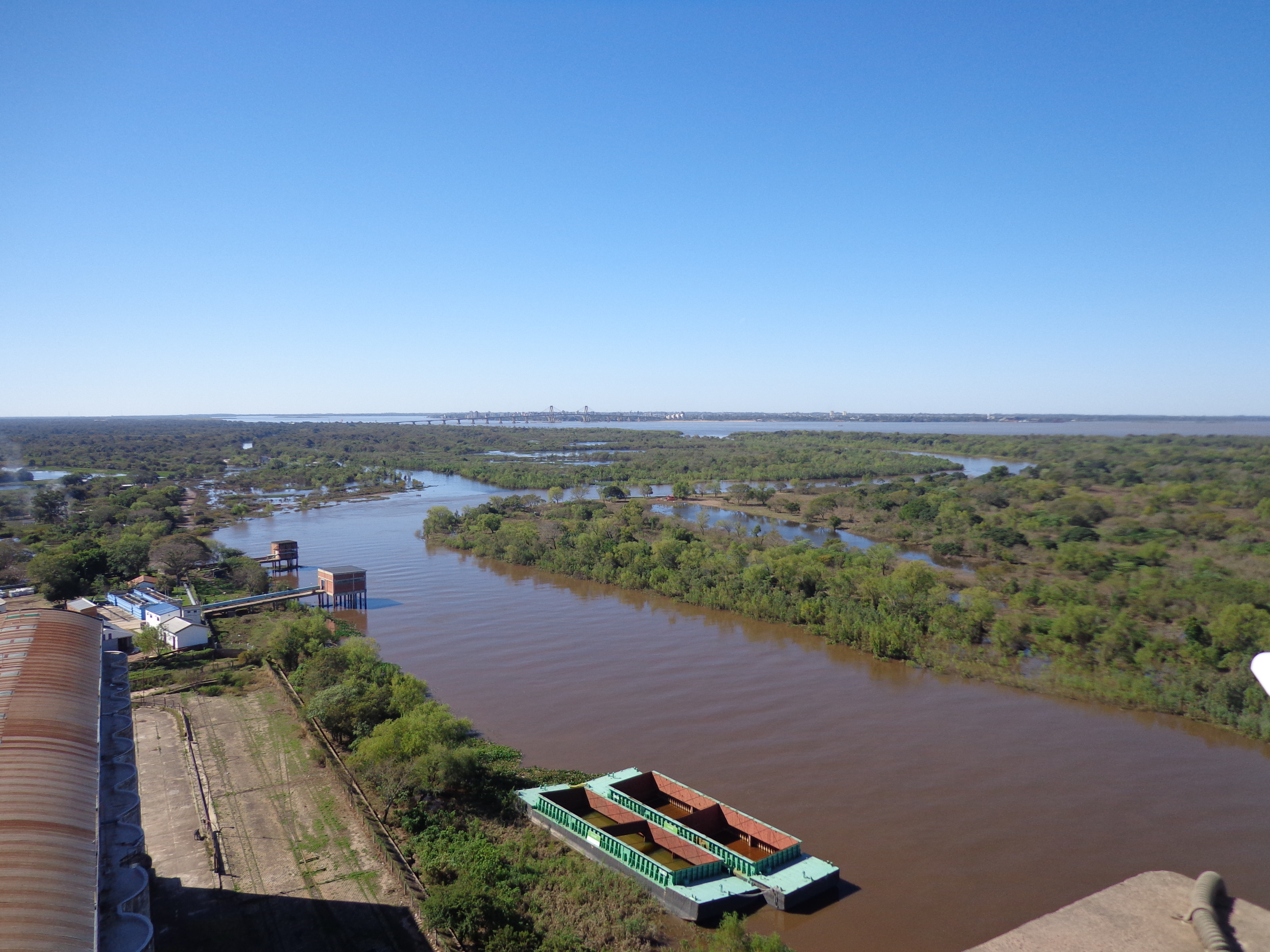
Tramo superior del río, se observa la desembocadura del río Negro.
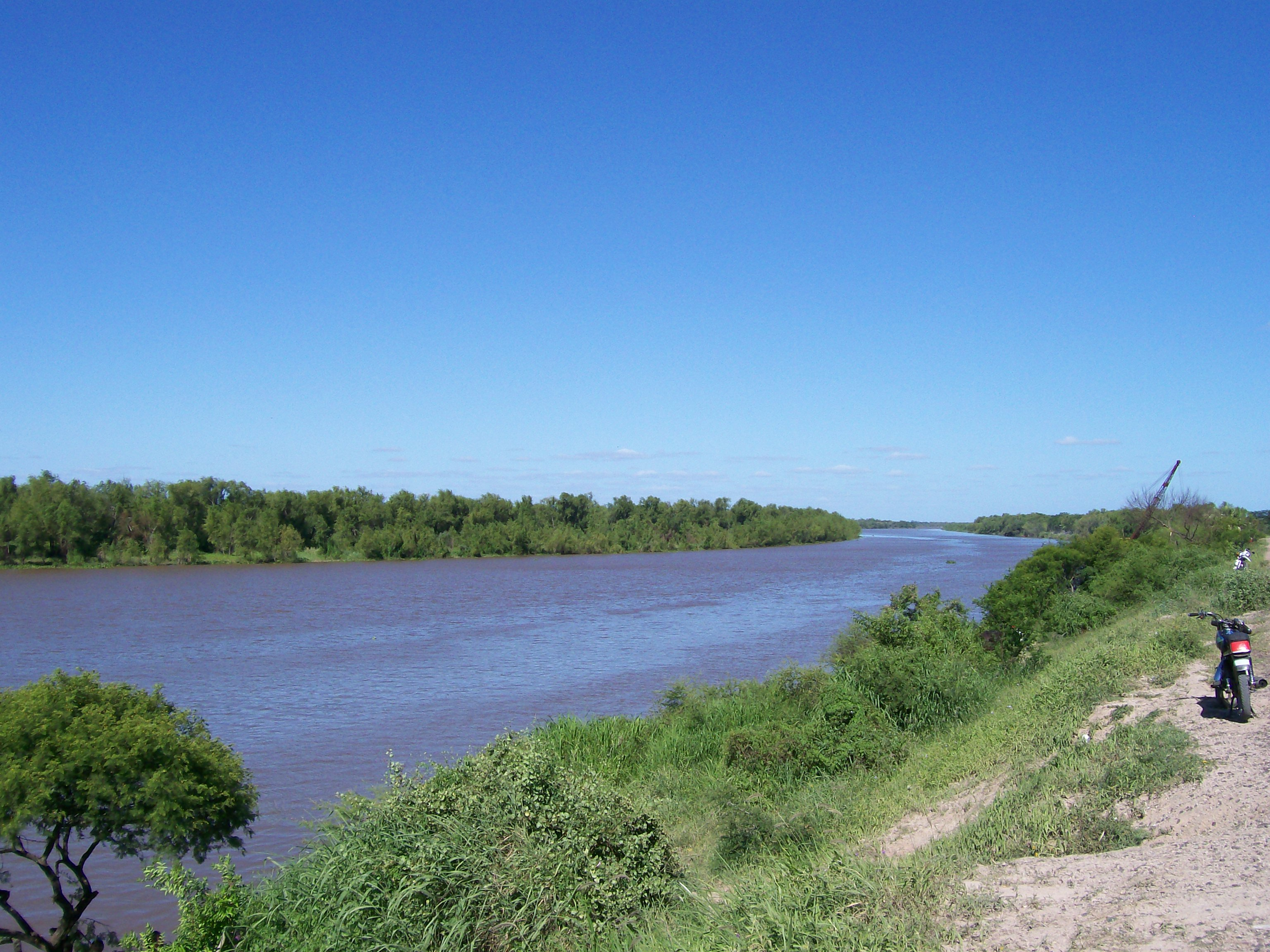
El río en Puerto Vilelas
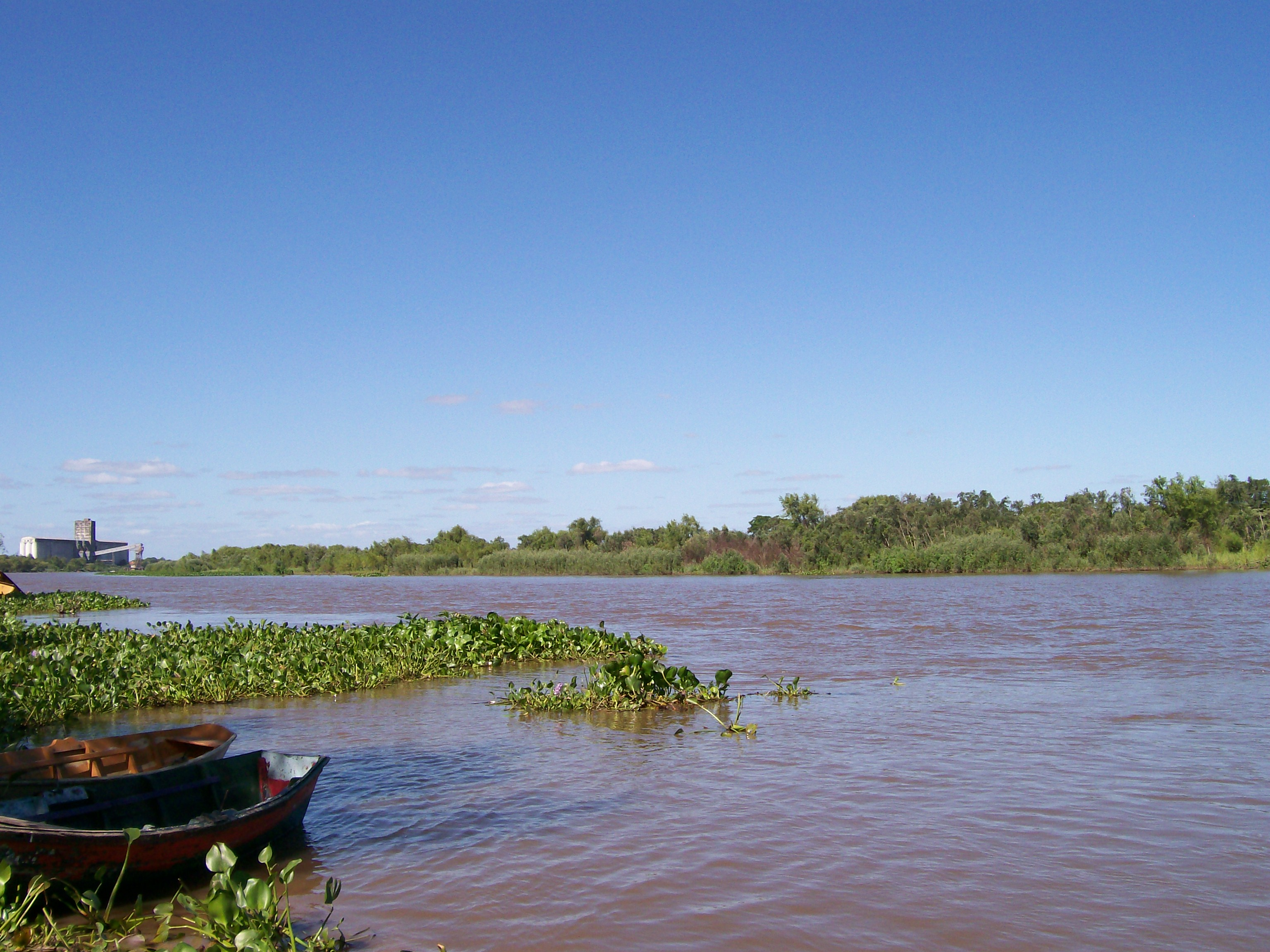
Vista del riacho hacia el norte, sobre el mirador de Barranqueras.